# Bölényugrás

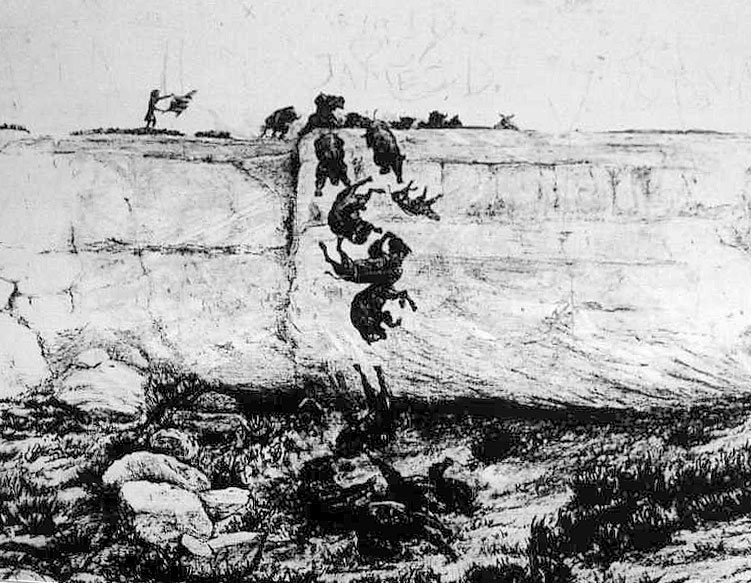
Bölényugratás

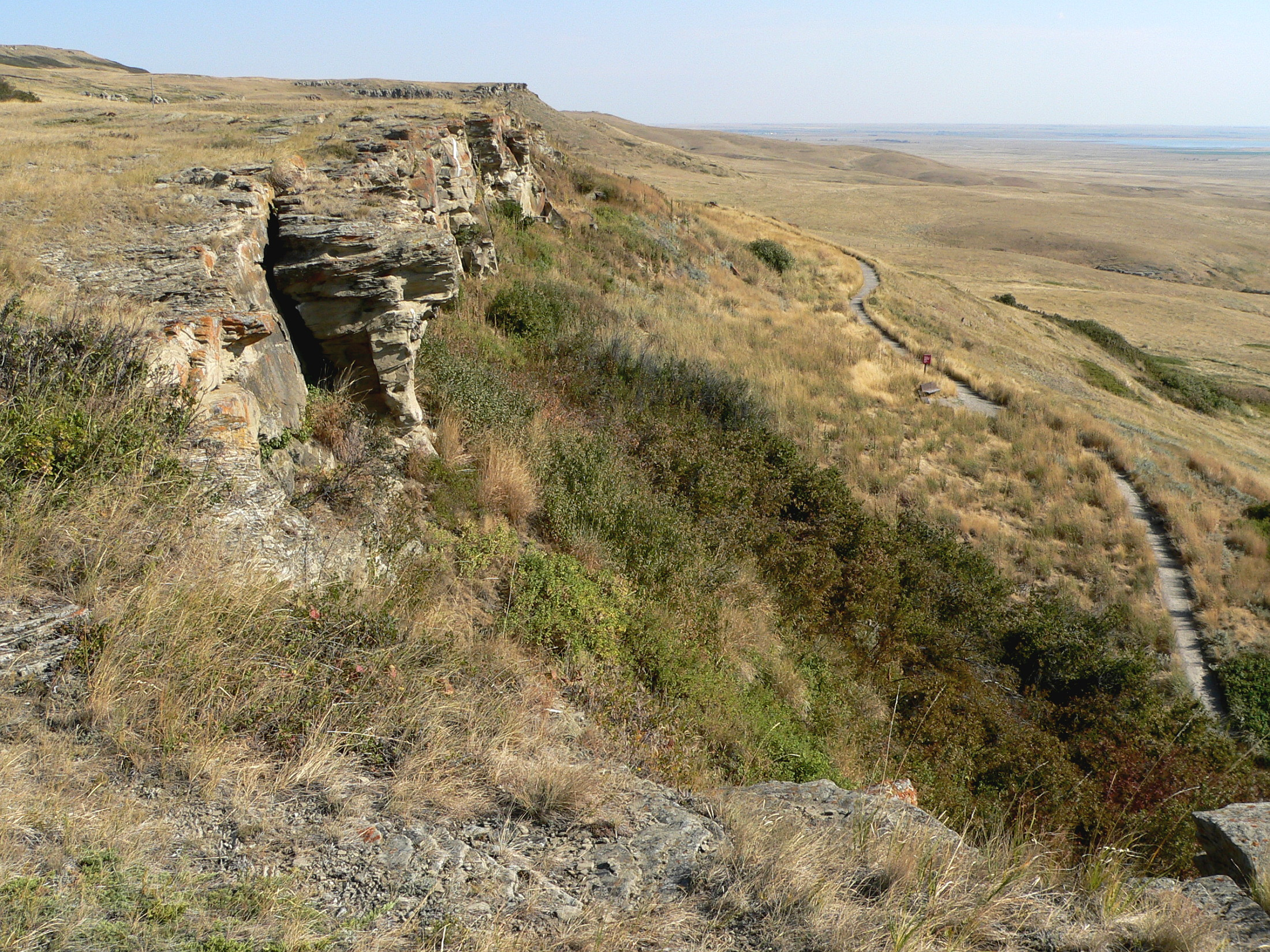
A Betört Fej bölényugrató, Kanada Alberta tartományában

A bölényugrás illetve bölényugratás az észak-amerikai síksági indiánok ősi vadásztechnikája volt a bölények zsákmányul ejtésére.

## Miből állt
A bölénynek gyenge a látása, de mint afféle egyhangú síkságokon legelésző állatnak, a füvön kívül nem is igen kellett egyebet szemügyre vennie. Ez a rövidlátás jól jött az indiánoknak, különösen addig, míg nem voltak lovak. A vadászok pánikszerű menekülésre késztették a bölényeket egy szikla vagy szakadék irányába, máskor természetes vízmosásba hajszolták őket, vagy kövekből és bozótosból készítettek mesterséges terelőket. Az állatok nem láthatták a hirtelen meredélyt, csak amikor már túl késő volt, így tucatjával, sőt olykor százszámra pusztultak el egyetlen „ugrásban”.

## Lelőhely

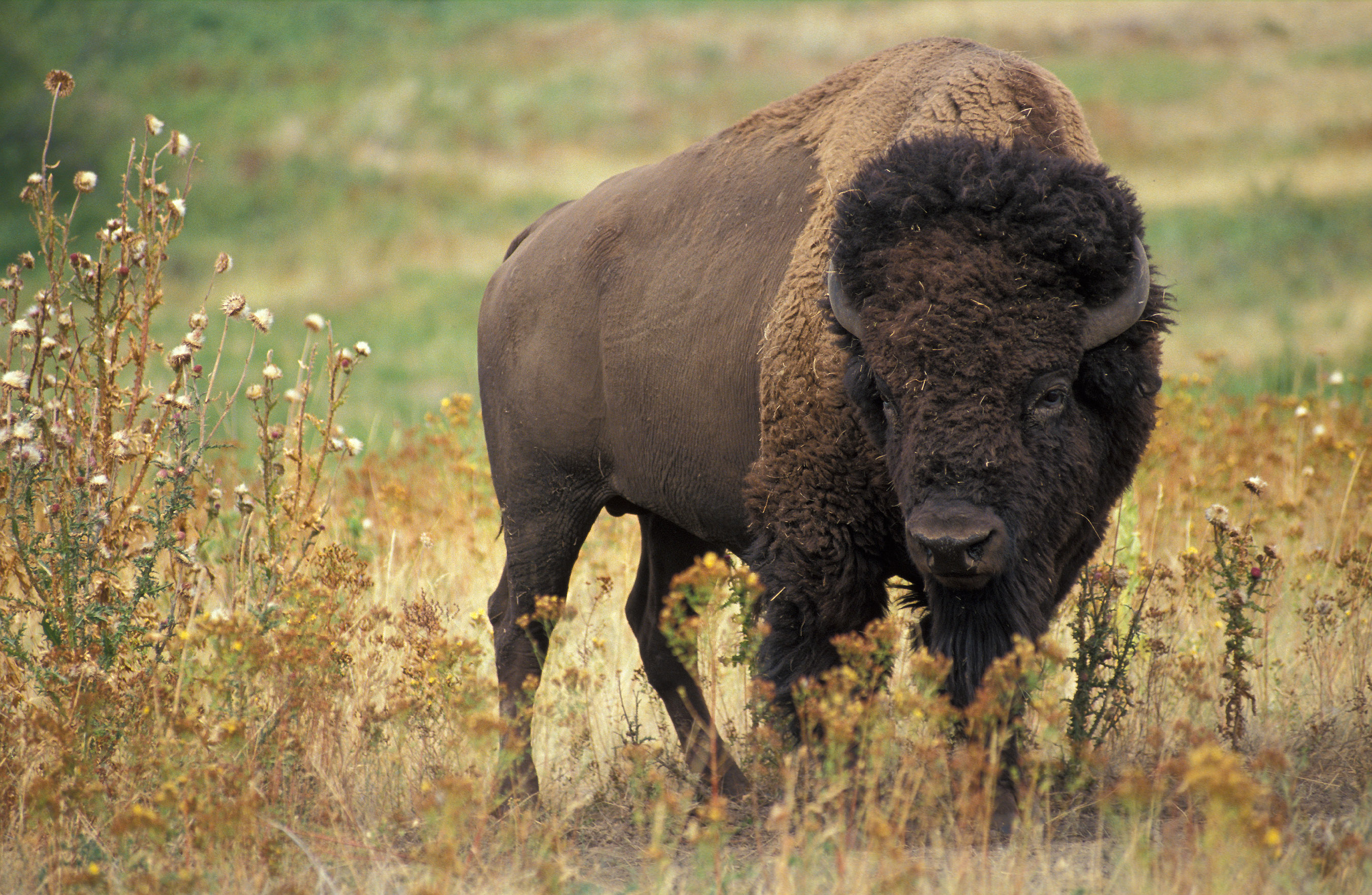
Amerikai bölény (Bison bison)

Az egyik hely, ahol a bölényugrást használták, az albertai Betört Fej bölényugrató. Ezt a helyet minden bizonnyal több mint 5000 éven keresztül használták bölényvadászatra, mert több százezer állat csontváza fekszik ott. A teljesen ép csontvázak jelenléte a feldaraboltak közt arra utal, hogy olykor jóval több állat pusztult el, mint amennyire szükség volt élelemként, irhaként vagy más nyersanyagként. A 19. században lezajlott nagy megtizedelés előtt azonban a hatalmas fölöslegben lévő bölényállomány könnyedén kiheverte az ilyen túlvadászásokat.